# Lesara
Lesara est une boutique en ligne de mode et d’art de vivre fondée à Berlin en 2013 par Roman Kirsch, Matthias Wilrich et Robin Müller. 
En 2015, Lesara a recueilli 15 millions d'euros de financement auprès d'investisseurs dont Northzone et Vorwerk Ventures. Wired a inclus Lesara sur sa liste de 2016 « Hottest Startups ». La liste  et le site suivant ont classé Lesara comme « la Startup avec la croissance la plus rapide d’Europe » en 2016,,,:

## Historique
Lesara fut créé en 2013 par Roman Kirsch (PDG), Matthias Wilrich (COO) et Robin Müller (CTO),: Le siège de la compagnie est situé à Berlin, en Allemagne, tandis qu’un 2e bureau a vu le jour à Guangzhou, en Chine.
Lesara compte plus de deux cents employés et environ 4 millions de visiteurs chaque mois avec un large choix parmi plus de 70 000 produits. Lesara est présent dans 23 pays européens et a établi des partenariats avec des distributeurs et fabricants dans d’autres pays.
En 2015, Lesara a récolté 24 millions de dollars en 3 rounds[Quoi ?] (Seed, Series A et Series B) provenant de Mangrove Capital, Partech, et Northzone parmi tant d’autres. Cela a contribué à l’expansion de la compagnie,.

## Produits et services
Lesara vend des vêtements, des meubles et des objets de décoration pour la maison. La compagnie utilise l'Agile Retail, un modèle direct au consommateur qui utilise des données pour prédire les tendances, gérer les cycles de production et livrer les produits,.